# تكوين العلامات التجارية بعد الحداثة

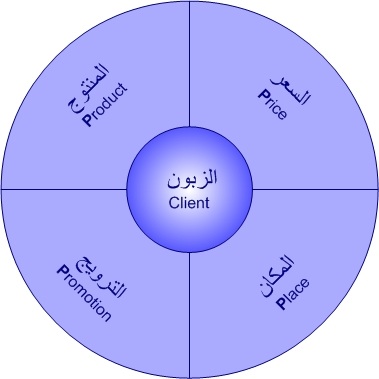
مخطط الاستراتيجي لكافة معلومات الترويج

بالتوافق مع إستراتيجيات تسويق ما بعد الحداثة، يعتمد تكوين العلامات التجارية بعد الحداثة على إضفاء الطابع الشخصي على العلامة التجارية استنادًا إلى مجموعة أساسية من السمات بدلاً من إنشاء نماذج أو مخططات أولية أو مبادئ توجيهية. ويرتبط تكوين العلامات التجارية في ثقافة ما بعد الحداثة باستيعاب التطورات التكنولوجية والعامل المكاني والفكر السائد في وقت تكوين العلامة التجارية وتحقيق أقصى استفادة من جميع هذه العوامل، وذلك بهدف خلق تجربة ثرية للمستخدم.
ويذكر إدريس موتي في «تكوين العلامات التجارية في ثقافة ما بعد الحداثة عندما يسمو المستهلك فوق كونه مستهدفًا في المجتمع» أن العلامات التجارية أصبحت أكثر أهمية في هذا العصر. فعند النظر في مدى تطور النظام الإيكولوجي لوسائل الإعلام مع ظهور وسائل الإعلام الاجتماعية مثل تويتر وفيس بوك والبرامج المنقولة والفيديو، يدرك خبير التسويق أن العلامة التجارية أصبحت تحظى بأهمية «تتجاوز تلك الخاصة بالإعلانات والمنتجات». ونتيجة لذلك، فقد عثرت العلامات التجارية على طرقٍ جديدة لدخول المنازل ومختلف الأماكن التي تحظى بأهمية في حياة المستهلك. ويأخذ هذا المدخل والحيز المطور حديثًا عادة شكل المحتوى المُميِّز لعلامة تجارية أو النشاط الترفيهي المُميِّز لعلامة تجارية وخدمات العلامة التجارية، والأكثر أهمية من ذلك إضفاء الطابع الشخصي على العلامة التجارية (والذي يحدث عندما يتم التعامل مع العلامة التجارية واستخدامها وكأنك تتعامل مع شخص حي، أي تحدد مواعيد معه، وتتحدث إليه، وتلمسه، وغير ذلك).
وتوجد هذه السلوكيات بشكل أساسي في الحياة اليومية للمستهلك في مجتمع ما بعد الحداثة. وتعد مشاهدة برامج التلفاز، واستخدام خدمات التعرف على الصوت مثل سيري والتفاعل معها، أمثلة على الكيفية التي أصبح بها محتوى العلامات التجارية وخدماتها سائدة بشكل أكبر في ثقافتنا الحالية. وعلى الرغم من أن بعض هذه الأمثلة في طريقها للاختفاء مثل مشاهدة برامج التلفزيون المحددة بجدول زمني (وفقًا لمؤسسة جي دي باور آند أسوشييتس (JD Power and Associates)، فإن حوالي 45% من عملاء خدمات تلفاز الكابل لديهم اشتراكات مسجل فيديو رقمي)، وهي نسبة ارتفعت من 38% عام 2010)، فإن هناك نماذج أخرى يتم طرحها مع واجهات مميزة وبروتوكولات مشاركة المستخدم. وتسمح تطبيقات التليفون المحمول مثل سيري للمستخدم التفاعل مع هاتفه والتعامل معه وكأنه مساعده الشخصي.
يعتمد نجاح تكوين العلامة التجارية في مجتمع ما بعد الحداثة على التطورات التي يتم إدخالها على شخصية العلامة التجارية. إذ يمهد تطوير شخصية العلامة التجارية الطريق للتعرف على المعنى الأكثر عمقًا بخصوص «كيفية عمل العلامة التجارية.» وتعتمد دراسة وتعريف العلامة التجارية بهذه الطريقة على نظرية السمات الخاصة بعلم النفس. ووفقًا لهذه النظرية، فإن السمات المتأصلة (الأنماط الاعتيادية، والأفكار والمشاعر) تحقق استقرارًا نسبيًا بمرور الوقت. وبالإبقاء على ثبات السمات المتأصلة في الوقت الذي تتغير فيه العوامل البيئية والمثيرات الموقفية، تبرز الشخصيات الطبيعية. وعند تطبيق هذه النظرية على التسويق، يطلق على هذه العملية اسم دراسة بحثية مراقبة لسمات العلامة التجارية. وعن طريق إجراء مثل هذه الدراسات، تصبح العلامة التجارية قادرة على استخراج السمات الشخصية «القابلة للتسويق»؛ وبالتالي إنشاء «شخصيات حية للعلامة التجارية». بعد ذلك يتم استخدام هذه الشخصيات لمساعدة العلامات التجارية على تحقيق مكانة أفضل وأكثر انتشارًا داخل الوجهات والمجتمعات والإستراتيجيات الاجتماعية، عند العمل على خرائط الطريق التقنية والتحسينات وتفاعلات العملاء.